# Бодало, Хосе
Хосе Бодало Зуффоли (24 марта 1916[…], Кордова — 24 июля 1985[…], Мадрид) — испанский киноактёр аргентинского происхождения.

## Биография
Хосе Бодало родился в Кордобе, Аргентина, в семье актрисы Евгении Зуффоли и актёра и певца Хосе Бодало-старшего. Переехал в Испанию, где сделал карьеру, появившись более чем в 120 кино-и телевизионных постановках с 1930 по 1985 годы.
С середины до конца 1960-х годов он плодотворно работал в жанре в спагетти-вестерна, часто совместного итальяно-испанского производства. Он сыграл роль генерала Уго Родригеса в культовом фильме 1966 года Джанго, выступив главным антагонистом героя Франко Неро; а также в картине Begin the Beguine, удостоенной в 1982 году Оскар в номинации «Лучший фильм на иностранном языке».
Бодало также много снимался в испанских кинокомедиях, драмах, во множестве телесериалов, особенно после 1970 года, таких как Новелла (1969—1977) и Estudio 1 в начале 1980-х годов.